# جلاولة (واد زاز)
جلاولة هو دُوَّار يقع بجماعة مصمودة، إقليم وزان، جهة طنجة تطوان الحسيمة في المملكة المغربية. ينتمي الدوّار لمشيخة واد زاز التي تضم 10 دواوير. يقدر عدد سكانه بـ 442 نسمة حسب الإحصاء الرسمي للسكان والسكنى لسنة 2004.

## روابط خارجية
- البوابة الوطنية للجماعات الترابية نسخة محفوظة 12 مارس 2018 على موقع واي باك مشين.
- المندوبية السامية للتخطيط